# Бекназар-Ханинга, Юрий Иванович
Юрий Иванович Ханинга-Бекназар (11 февраля 1949, Усть-Каменогорск — 19 января 2025, Астана) — советский и казахский театральный режиссёр, педагог, профессор. Заслуженный деятель Республики Казахстан (1998). Кавалер ордена «Курмет» (2001).

## Биография
Юрий Иванович Ханинга-Бекназар родился 11 февраля 1949 года в Усть-Каменогорске. По национальности эвенк.
С 1967 года работал в Усть-Каменогорске тренером в детской спортивной школе, учителем физического воспитания, учителем русского языка и литературы в средней школе. В 1971 году окончил филологический факультет Усть-Каменогорского педагогического института с квалификацией «учитель русского языка и литературы».
С 1973 года работал актёром, режиссёром, главным режиссёром, художественным руководителем в театрах Казахстана (Павлодарский театр драмы имени А. П. Чехова, Восточно-Казахстанский театр драмы имени Жамбыла, Талдыкорганский драматический театр имени Б.Римовой, Уральский русский драматический театр имени А. Н. Островского, Русский театр драмы имени М. Ю. Лермонтова, Казахский государственный академический театр драмы имени М. О. Ауэзова, Русский драматический театр имени М. Горького).
В 1982 году окончил режиссёрский факультет Театрального училища имени Б. В. Щукина (курс народного артиста профессора А. М. Поламишева).
С 2000 года преподавал актёрское мастерство, с 2004 — также и режиссуру драматического театра в Казахском национальном университете искусств, профессор. При его непосредственном руководстве и участии была создана кафедра актёрского искусства и режиссуры (впоследствии — кафедра кино, ТВ и театра).
Скончался 19 января 2025 года на 76-м году жизни после продолжительной болезни.

### Семья
Жена — Бекназар-Ханинга, Лейло Акназаркызы (р. 1960), актриса кино и театра, профессор, заслуженный деятель РК.
- трое детей.

## Творчество
Спектакль «Иван Чонкин» В. Войновича признан лучшим спектаклем 1990 года в РК (г. Уральск).
- Наиболее значимые постановки: «Калигула» А.Камью (Павлодар), «Ромео и Джульетта» (Алматы), «Гамлет» (Алматы), «Тартюф» (Астана), «Женитьба» Н. В. Гоголя (Бишкек) и.др.
- В Русский драматический театр имени М. Горького поставил следующие спектакли: «Здесь все свои» — импровизация по пьесе Н. В. Гоголя «Ревизор», 2002 г.; Л.Толстой «Плоды просвещения», 2012 г. и.др

## Спектакли
1993 — Семейный портрет с посторонним, Государственный академический русский театр драмы им. М. Ю. Лермонтова

## Награды и звания
- Премия Союза театральных деятелей Республики Казахстан (1988, Павлодар) — за лучшую режиссуру (спектакль «Ромео и Джульетта»);
- Серебряная медаль имени Абая фестиваля театров Республики Казахстан (1995, Жезказган) — за спектакль «Лёд и жар»;
- Заслуженный деятель Республики Казахстан (1998) — за большой вклад в развитие отечественного театрального искусства;
- Медаль «Астана» (1998);
- Орден Курмет (2001) — за большой вклад в развитие отечественной театральной культуры;
- Медаль «10 лет независимости Республики Казахстан» (2001);
- «Отличник образования Республики Казахстана»;
- Профессор искусствоведения;
- Лучший режиссёр Кыргызстана (2008);
- Многократный призёр театрального фестиваля;